# Tretschlitten

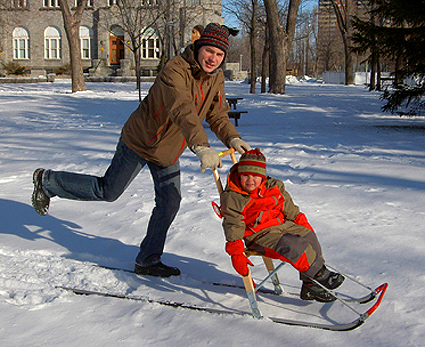
Tretschlitten

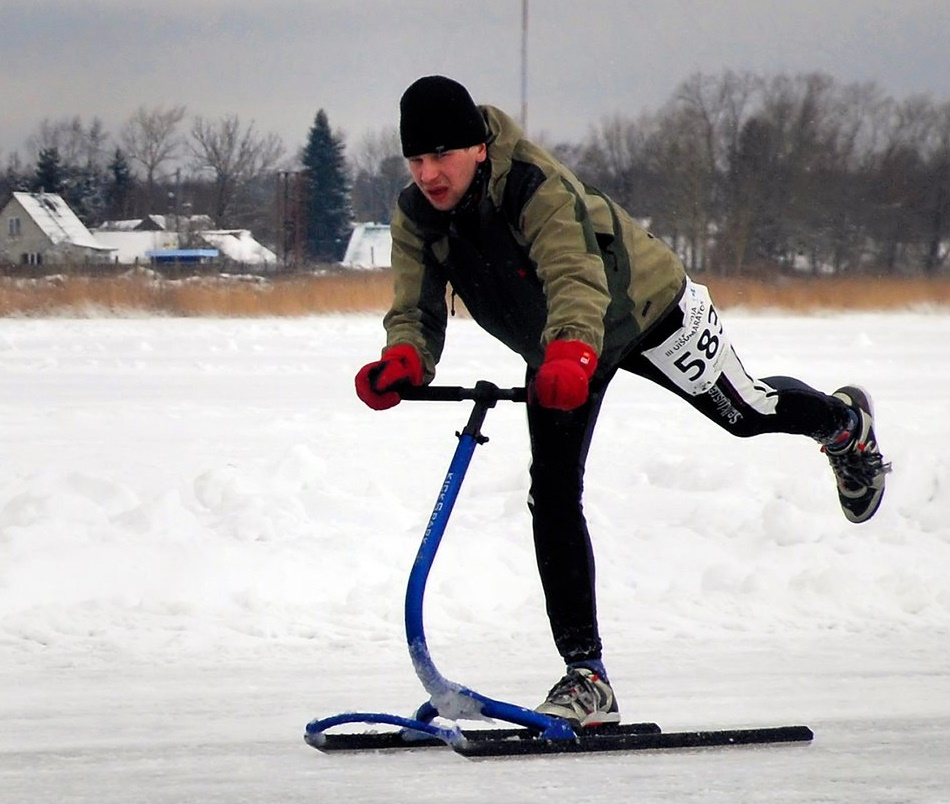
Tretschlitten im Wettkampf

Ein Tretschlitten oder Spark (kurz für schwedisch sparkstötting) ist ein besonders in Skandinavien verbreitetes Fortbewegungs- und Sportgerät. Er ist auf Eis und Schnee einsetzbar und dient im Winter oftmals als Fahrradersatz.
In der traditionellen Bauweise dient ein Tretschlitten dem Transport zweier Personen und besteht aus einem auf zwei Holz- oder Metallkufen aufgebauten Stuhl, an dessen Lehne zwei Griffe als Lenker angebracht sind. Durch eine Verwindung der schmiedeeisernen Kufen ist der Schlitten auch mit Transportlast in größeren Radien (mehrere Meter) zu lenken. Je eine Person darf Platz nehmen und wird auf dem Schlitten von einer zweiten angeschoben. Auf abschüssigen und Gleitstrecken kann sich der Anschieber  auf die Kufen stellen. Moderne Sporttretschlitten haben keinen Sitz, sondern bestehen nur aus Kufen und Lenker.
Schon im späten 19. Jahrhundert war Tretschlittenfahren eine beliebte Sportart in Skandinavien und war so auch eine der Disziplinen bei den bis 1926 ausgetragenen Nordischen Spielen. In der Folge wurde der Tretschlitten eher als Spiel- denn als Sportgerät angesehen, dient aber winters besonders in ländlichen Gegenden auch als praktisches Fortbewegungsmittel. Erst seit den 1990er Jahren trat ausgehend von Finnland wieder eine Entwicklung hin zum professionellen Sport ein. Seit 1988 finden jährlich in der finnischen Gemeinde Multia die Weltmeisterschaften im Tretschlittenfahren statt.